# Kostajnica
Kostajnica (in cirillico serbo Костајница, fino al 1992 Bosanska Kostajnica, dal 1992 al 2024 Srpska Kostajnica) è una città e municipalità nel nord-ovest della Repubblica Serba di Bosnia ed Erzegovina.
Situata sulla sponda sinistra del fiume Una, un affluente della Sava, fa parte della Repubblica Serba di Bosnia ed Erzegovina. Il fiume delimita il confine con la Croazia, sull'altra sponda si trova il centro abitato di Hrvatska Kostajnica, chiamata spesso anch'essa Kostajnica. Ai tempi dell'Impero austro-ungarico i due centri abitati costituivano la città di Kostajnica (Castanowitz).